# Ferias (estación)
La estación sencilla Ferias hace parte del sistema de transporte masivo de Bogotá llamado TransMilenio, el cual fue inaugurado en el año 2000.

## Ubicación
La estación está ubicada en el noroccidente de la ciudad, más específicamente en la Avenida Medellín entre la transversal 69R y la carrera 69T. Se accede a ella a través de un puente peatonal ubicado sobre la Transversal 69R.
Atiende la demanda de los barrios Santa Rosa, Las Ferias, Las Ferias Occidental y sus alrededores.
En las cercanías están el almacén Jumbo Cencosud Calle 80, el supermercado Surtifruver Pontevedra, el Parque Cataluña, el Instituto Educativo Distrital República de Guatemala

## Origen del nombre
La estación recibe su nombre del barrio ubicado en el costado sur. Las Ferias es uno de los barrios más tradicionales de la ciudad.

## Historia
En el año 2000 fue inaugurada la fase I del sistema TransMilenio, desde el Portal 80, hasta la estación Tercer Milenio, incluyendo la estación Ferias.

## Servicios de la estación

### Servicios troncales
| Tipo                                            | Rutas al Noroccidente | Rutas al Norte | Rutas al Sur |
| ----------------------------------------------- | --------------------- | -------------- | ------------ |
| Ruta fácil                                      | 6                     |                | 6            |
| Expresos lunes a sábado todo el día             | D20                   |                | H20          |
| Expresos lunes a viernes hora pico de la mañana |                       | B55            |              |
| Expresos lunes a viernes hora pico de la tarde  | D55                   |                |              |

### Esquema
| ← Occidente |                 |
| 6D20D55     | Transversal 69R |
| Vagón 1     | Puente          |
| 6B55H20     | Transversal 69R |
| Oriente →   |                 |

### Servicios urbanos
Así mismo funcionan las siguientes rutas urbanas del SITP en los costados externos a la estación, circulando por los carriles de tráfico mixto sobre la Calle 80, con posibilidad de trasbordo usando la tarjeta TuLlave:
| Código | Sector                | Dirección      | Rutas     |
| ------ | --------------------- | -------------- | --------- |
| 417A04 | D Estación Las Ferias | AC 80 - TV 69R | Sin rutas |
| 560A03 | D Estación Las Ferias | AC 80 - KR 69Q | Sin rutas |

## Ubicación geográfica
| Noroeste: Engativá | Norte: C Niza - Calle 127                       | Nordeste: Engativá |
| Oeste: D Boyacá    |                                                 | Este: D Av. 68     |
| Suroeste: Engativá | Sur: K El Tiempo - Cámara de Comercio de Bogotá | Sureste: Engativá  |